# 東城老父傳
《東城老父傳》，唐人傳奇，又名《賈昌傳》，唐代陳鴻著。描述唐代鬥雞之風氣，反映了唐玄宗時代的史實。或曰陳鴻祖著，與陳鴻為不同人。

## 神雞童本事
《東城老父傳》故事敘述唐憲宗元和五年，作者參訪九十八歲賈昌。
賈昌在七歲因為善於馴養鬥雞，得到了玄宗的寵信，升任五百小兒長。人稱之“神雞童”，時諺「生兒不用識文字，鬥雞走馬勝讀書。」唐玄宗喜好鬥雞，特建雞坊，遍索長安雄雞，馴養雄雞一千餘隻。“諸王、世家、外戚家、貴主家、侯家，傾幣破產市雞以償其值”。賈昌娶妻潘氏，潘氏又深得楊貴妃寵愛。於是夫妻受寵長達四十年。天寶十四載（755年）發生安史之亂，安祿山攻入長安，玄宗逃亡四川，賈昌扈從不及，留在長安。祿山以重金求賈昌，賈昌改名換姓，躲進佛寺。玄宗回長安時，賈昌已一無所有，也不能二進宮，在路上遇見妻兒，只能與他們揮淚訣別，後入寺奉佛至九十多歲。